# Szatałowskie osiedle wiejskie
Szatałowskoje (ros. Шаталовское сельское поселение) – jednostka administracyjna wchodząca w skład rejonu poczinkowskiego w оbwodzie smoleńskim w Rosji.
Centrum administracyjnym osiedla jest dieriewnia Szatałowo.

## Geografia
Powierzchnia osiedla wynosi 122,76 km².

## Historia
Osiedle powstało na mocy uchwały obwodu smoleńskiego z 28 grudnia 2004 r., a uchwałą z 20 grudnia 2018 z dniem 1 stycznia 2019 w granicach osiedla wiejskiego Szatałowskoje znalazły się wszystkie miejscowości zlikwidowanych osiedli dańkowskiego i waśkowskiego.

## Demografia
W 2020 roku osiedle wiejskie zamieszkiwało 5845 mieszkańców.

## Miejscowości
W skład jednostki administracyjnej wchodzi 38 miejscowości, w tym jedno osiedle (Szatałowo-1) i 37 dieriewni (Aleksino Otdielenije, Azarowka, Bazylewka, Bierieżok, Bogowka, Chicowka, Cyganowka, Dańkowo, Dmitrijewka, Engielgardtowskaja, Galejewka, Gaponowo, Gawriukowka, Guta, Kazarinka, Kisielewka, Kostinskoje, Koziatniki, Lipki, Lnozawod, Maczuły, Maczuły-1, Michajłowka, Mitiuli, Nikulino, Nowosielje, Nowosielje, Sieminowo, Słoboda, Słoboda-Połujewo, Storino, Swały, Szatałowo, Waśkowo, Woroszyłowo, Zimnicy, Żygałowo).